# Dale Christine Cargill
Dale Christine Pike de Cargill (1957) es una botánica, taxónoma, curadora y brióloga australiana.

## Biografía
Durante sus años escolares, debió mudarse frecuentemente, con su familia, pues su padre estaba en la RAAF. Vivió principalmente en Victoria, pero también pasó un tiempo en Nueva Gales del Sur y en Malasia.
En 1978, obtuvo la licenciatura, con honores, en botánica en la Universidad de Monash. Se enamoró de las briófitas en su tercer año de la Universidad al completar un proyecto sobre musgos del Parque nacional Wyperfeld en el noroeste de Victoria. Continúa estudios en briofitas por años, trabajando en el espectacular musgo Hypnodendron en el Dandenong Ranges cerca de Melbourne. Después de completar la educación terciaria, trabajó como ayudante de laboratorio en un colegio secundario Melbourne, después se convirtió en técnica y asistente de investigación del briólogo australiano muy conocido Dr. George AM Scott en la Universidad de Monash. Comenzó a trabajar con George en uno de los grupos de hepáticas, Fossombronia, cambiando su dirección de musgos a las hepáticas. Siguiendo el movimiento de George Scott, a la Universidad de Melbourne, ella tomó una posición como técnica en los laboratorios de biología de primer año en la Universidad de Monash, teniendo finalmente en la posición de supervisora principal por un año y luego supervisora del laboratorio. Durante este tiempo todavía continuó su trabajo de investigación sobre las hepáticas, más tarde la diversificación en las antocerotes después de recibir una subvención ABRS revisó ese grupo de Australia.
En 1997, se mudó con su familia a EE. UU. para completar un doctorado en la Universidad de Southern Illinois en Carbondale, Illinois. En 2001, completó sus estudios de posgrado, para concentrarse en una revisión del suborden Fossombroniineae de África, sudoeste de Asia y el subcontinente indio. Tomó el cargo de curadora del herbario de Criptógamas para el Herbario Nacional australiano, situado en el Jardín Botánico Nacional de Australia en Canberra tras regresar de EE. UU. en 2001. Continuando con sus estudios en los antocerotes de la región de Australasia en un proyecto de colaboración con colegas estadounidenses, así como la continuación de los trabajos en grupos particulares dentro de las hepáticas.

## Algunas publicaciones
- dale christine Cargill, j. Milne. 2013. A new terrestrial genus and species within the aquatic liverwort family Riellaceae (Sphaerocarpales) from Australia. Polish Botanical Journal 58: 71–80 http://dx.doi.org/10.2478/pbj-2013-0008

- r.e. Stotler, j.r. Bray, dale christine Cargill, d. Krayesky, b.j. Crandall-Stotler. 2003. Typifications in the genus Fossombronia (Marchantiophyta). The Bryologist 106: 130-142

- dale christine Cargill, j.a. Curnow. 2003. Vouchering Lichens and Bryophytes. En l. Brown, f. Hall, j. Mill (eds.) Plant Conservation: Approaches and Techniques from an Australian Perspective. ANPC. Environmental Trust

- dale christine Cargill. 2000. A taxonomic revision of Fossombronia and Sewardiella, suborder Fossombronineae (Marchantiophyta, Metzgeriidae) within the continent of Africa, southwest Asia and the sub-continent of India. resumen de tesis (Ph.D.) Southern Illinois University at Carbondale 443 pp. ISBN 0493310401

## Honores
- Editora asociada de Phytotaxa
- 2014: Taller XII australiano de Briófitas[6]

- Portal:Biografías. Contenido relacionado con Botánica.
- Portal:Biología. Contenido relacionado con Briología.
- Portal:Biología. Contenido relacionado con Taxonomía.